# Sporophylle

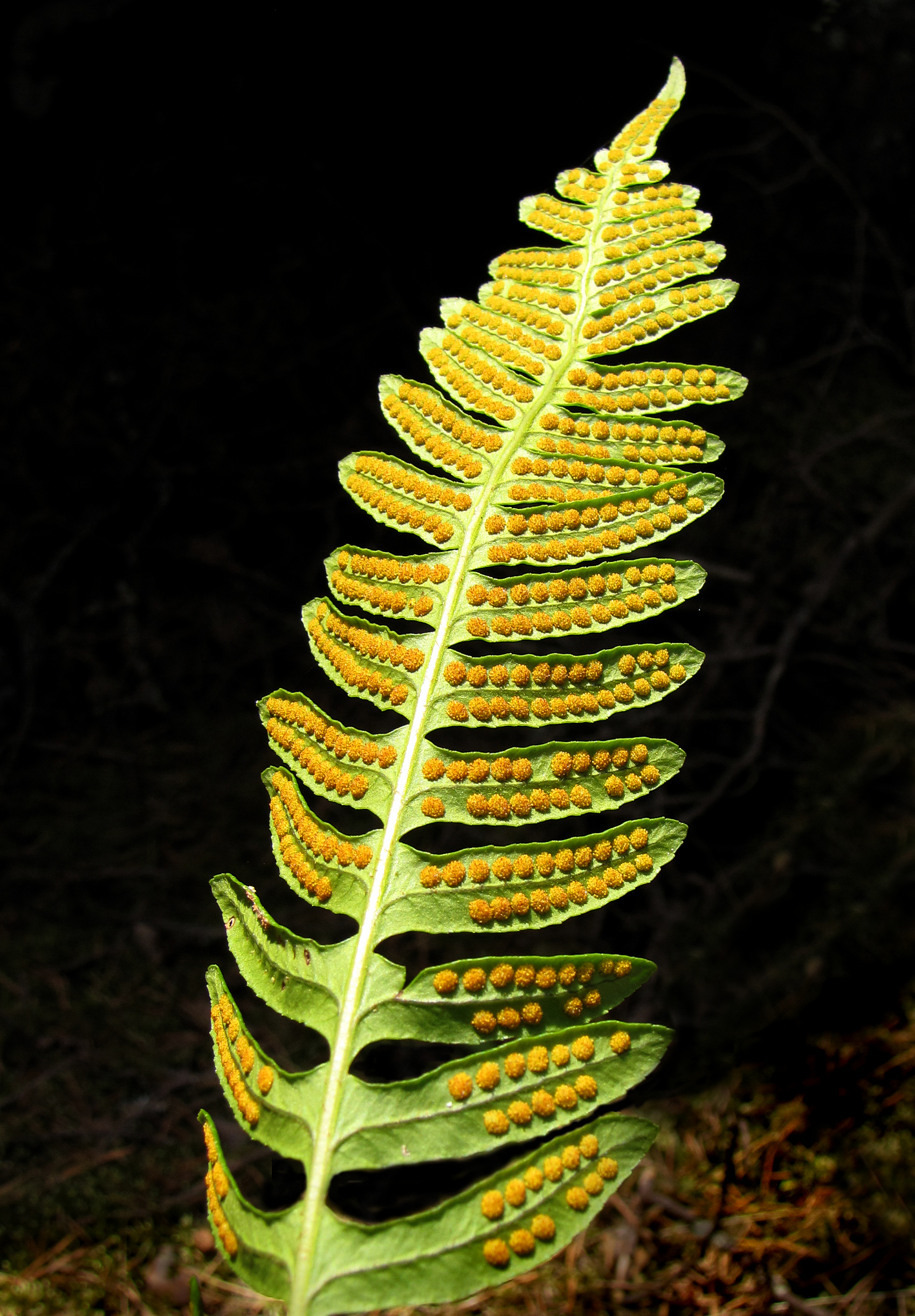
Sporophylle d'une fougère porteuse de sporanges.

Les sporophylles sont des feuilles spécialisées pour porter les sporanges et parfois regroupées en une structure compacte, le strobile comme chez Lycopodium clavatum ou chez les Gymnospermes, ou un rameau condensé formant, chez les Angiospermes, les microsporophylles mâles (les étamines) et les mégasporophylles femelles (les carpelles), sporophylles incorporées dans un ensemble reproducteur contracté comportant des pièces stériles souvent très apparentes, la fleur.
Au plan évolutif, le carpelle des fleurs provient ainsi d'une feuille fertile, la microsporophylle ou feuille carpellaire, qui se referme sur les ovules insérés au niveau des placentas, phénomène que l'on peut suivre chez les espèces de plantes à fleurs les plus primitives (Ranunculales, Magnoliales, Nymphaeales).

## Galerie

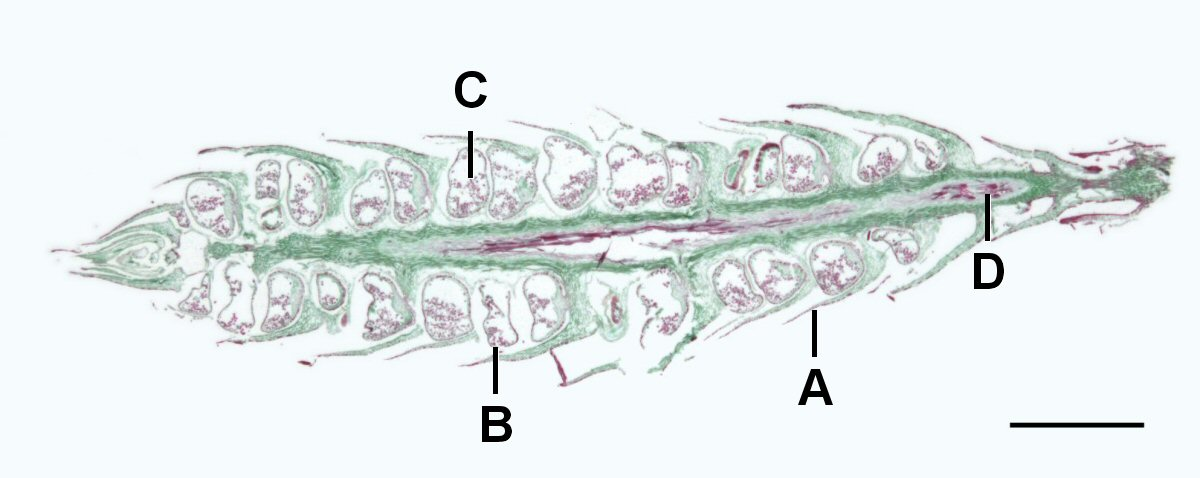
Coupe longitudinale d'un strobile[3].
- Cycle de vie d'un pin[4]